# Marcel Niquet

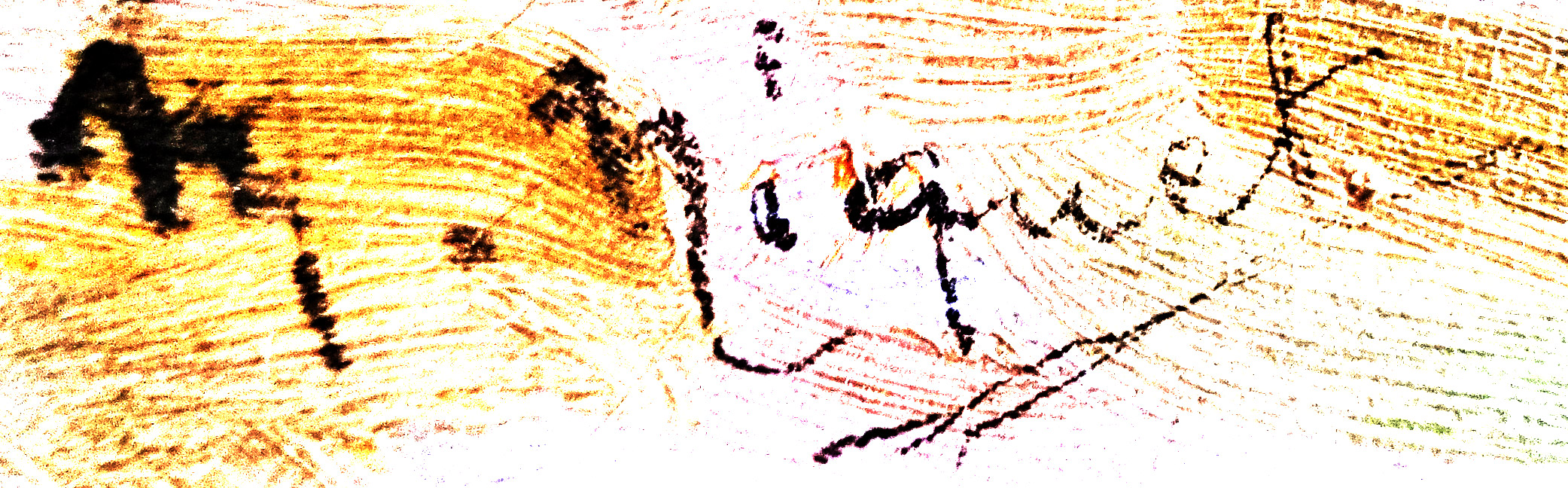
Handtekening van Marcel Niquet op een schilderij

Marcel Niquet (Poses, 12 april 1889  – aldaar, 21 december 1968) was een Franse schilder. Hij nam deel aan het Salon des Artistes Rouennais (hij was tot 1931 lid van de Society of Rouennais Artists) en de Salon des Artistes Normands. Zijn favoriete onderwerpen waren zijn geboorteplaats Poses en de oevers van de Seine.

## Biografie
Marcel Niquet werd in 1889 in Poses geboren in een gezin van zes kinderen, aan de oevers van de Seine, waar zijn vader bakker was. Hij liep school aan de basisschool van het dorp en hij begon al vroeg te schilderen en tekenen.
Terwijl hij als tiener zat te schilderen aan de oevers van de Seine, werd hij opgemerkt door de kunstschilder Jean Paul Sinibaldi, die op dat moment in Poses verbleef. Sinibaldi zag het talent van Niquet en gaf hem zijn eerste schilder- en tekenlessen.
Later maakte hij kennis met verschillende Normandische schilders van de School van Rouen, zoals Eugène Tirvert en Léon Suzanne die hem zouden beïnvloeden. Léon Suzanne, bijvoorbeeld, gaf hem gedurende vier jaar veel advies en er ontstond een blijvende vriendschap.
De eerste tentoonstelling in galerie Legrip in Rouen in 1909 was een groot succes bij zowel het publiek als bij de critici. Daarna waren er nog andere tentoonstellingen in Rouen, Les Andelys, Yvetot en nam hij deel aan het Salon des Indépendants in Parijs.
Tijdens zijn volledige carrière bleven de oevers van de Seine in Poses een blijvende inspiratiebron en hij schilderde ze in alle seizoenen en op verschillende momenten van de dag.

### Eerste Wereldoorlog
Niquet werd gemobiliseerd tijdens de Eerste Wereldoorlog, en raakte gewond aan de heup tijdens het offensief van 25 september 1915. Hij vocht aan het front binnen het 24ste infanterieregiment. Hij werd gevangen genomen op 1 juni 1916 en geïnterneerd in Mainz-Kastel. Op 16 januari 1919 werd hij vrijgelaten.

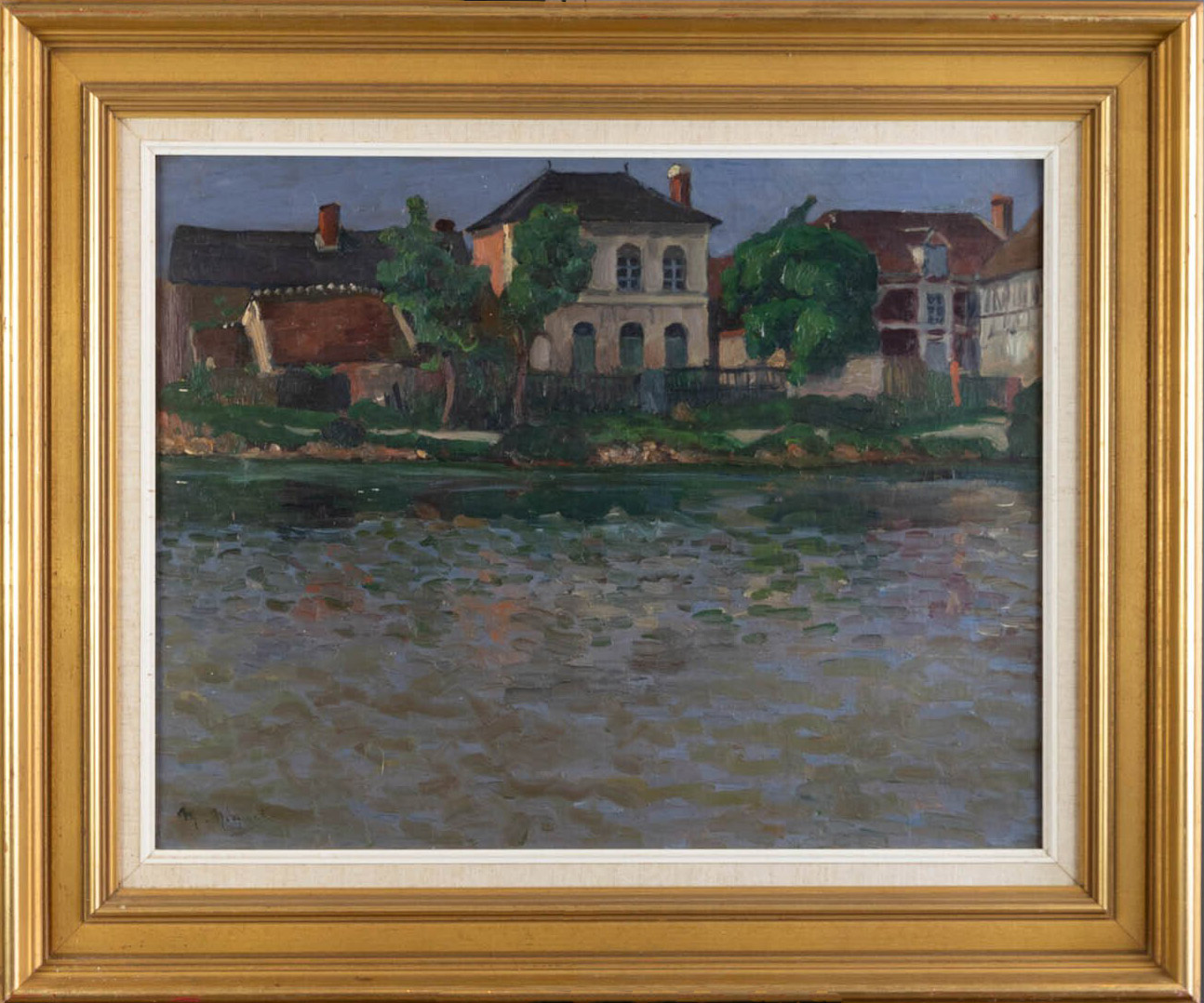
Bord de Seine à Poses, lumière du soir

## Onderscheidingen
- Croix de guerre 1914–1918

## Tentoonstellingen

### Persoonlijke tentoonstellingen
- Galerie Legrip, Rouen, december 1915, juni 1928, april 1936, maart 1939.
- Galerie Moderne, Rouen, 1922, februari 1925, maart 1927.
- Galerie Lemonnier, Rouen, 1958.
- Retrospectieve Marcel Niquet, tentoonstelling onder auspiciën van de vereniging Les Amis de l'École de Rouen, schoolrestaurant Marcel-Niquet, Poses, juni 2005.
- Eerbetoon aan Marcel Niquet, Galerie de l’Espace du Palais, Rouen, september - oktober 2011.

### Collectieve tentoonstellingen
- Normandische schilders en Belgische schilders, Museum voor Schone Kunsten van Rouen, december 1916.
- Salon van kunstenaars uit Rouen, april- mei 1917, 1919, 1922, 1924, 1925, 1927, 1928, 1948, 1951, 1953, 1955, 1956, 1957, 1962.
- Openingstentoonstelling van de Galerie moderne, Rouen, januari 1921.
- 39ste gemeentelijke tentoonstelling voor schone kunsten (met de hulp van de Society of Rouennais Artists), Rouen, april-mei 1921.
- Salon des Andelys, 1925.
- Zomersalon van de Moderne Galerij, Rouen, 1925.
- Salon van Onafhankelijken, Parijs, 1927, 1928, 1932, 1933, 1934, 1935, 1936, 1937.
- Salon van Normandische kunstenaars, Rouen, 1928, 1932, 1933, 1934, 1935, 1936, 1937.
- Artistieke tentoonstelling in de stad Bernay, 1931.
- Tentoonstelling van de Les XVI-groep (vier beeldhouwers, twee architecten, tien schilders waaronder Jean Aujame, Léonard Bordes, Henry E. Burel, Pierre Hodé, Pierre Le Trividic, Marcel Niquet, enz.), Galerie Legrip en Hôtel d'Angle, Rouen, mei- juni 1934 ; december 1936.
- Marcel Niquet en Alfred Dunet, Maison du Dessin, Rouen, juni 1934.
- De Seine door de schilders, Vernon Museum, juni-juli 2010.
- Betoverende tuinen, Bernay Museum voor Schone Kunsten, juni-oktober 2010.[2]
- Impressionistisch Waterfestival - Schilderijen van Marcel Niquet en Michèle Ratel, Poses, september 2010.